# Krigsåret 1929

## Pågående krig
- Andra italiensk-sanusiska kriget 1923-1931

## Händelser

### Januari
- 6 - Alexander I gör statskupp och utropar kungariket Jugoslavien.

## Födda
- okänt datum – Chi Haotian, kinesisk general och försvarsminister.

## Avlidna
- 5 januari – Nikolaj Nikolajevitj, 72, rysk general och överbefälhavare.
- 20 mars – Ferdinand Foch, 77, fransk general och marskalk.
- 20 september – Hedworth Meux, 73, brittisk amiral.
- 6 november – Max av Baden, 62, prins av Baden, badensisk general, Tysklands rikskansler.